# Love Unlimited (popgroep)
Love Unlimited was een Amerikaanse meidengroep.

## Oprichting en bezetting
- Glodean James[4] (de vrouw van Barry White)
- Linda James[5] (zus van Glodean)
- Diane Taylor[6]

Diane Taylor overleed op 29 november 1985 op 38-jarige leeftijd in Pomona aan de gevolgen van kanker. De groep werd opgericht in 1969.

## Geschiedenis
Hun eerste hit was Walkin' in the Rain with the One I Love (# 14, Billboard Hot 100, 1972), (#7, Cashbox Top 100), (#6, Best Selling Soul Singles Chart). De song was ook succesvol in het Verenigd Koninkrijk (#14, Britse singlehitlijst). Er werden meer dan een miljoen exemplaren van verkocht en werd onderscheiden met een Gouden Plaat door de RIAA in juli 1972. In 1975 hadden ze hun eerste en enige nummer 1-hit I Belong to You, die een week verbleef aan de top van de Best Selling Soul Singles Chart. In de Billboard Hot 100 piekten ze op #27. Toen hun album Under the Influence of… Love Unimited in 1973 het hoogtepunt bereikte in de Billboard Pop Albums hitlijst (#3), werd Love Unlimited de eerste vrouwelijke groep die een album hadden uitgebracht, dat de top 5 had bereikt sinds Greatest Hits Vol. 3 van Diana Ross & the Supremes in 1970.

## Discografie

### Singles
- 1972: Walkin' in the Rain with the One I Love
- 1972: Is It Really True Boy - Is It Really Me
- 1972: Are You Sure
- 1973: Fragile - Handle with Care
- 1973: Oh Love, Well We Finally Made It
- 1973: Yes, We Finally Made It
- 1973: It May Be Winter Outside (But in My Heart It's Spring)
- 1974: Under the Influence of Love
- 1974: People of Tomorrow Are the Children of Today
- 1974: I Belong to You
- 1975: Share a Little Love in Your Heart
- 1977: I Did It for Love
- 1979: High Steppin', Hip Dressin' Fella (You Got It Together)
- 1980: I'm So Glad That I'm a Woman
- 1980: If You Want Me, Say It

### Albums
- 1972:	From a Girl's Point of View We Give to You... Love Unlimited
- 1973:	Under the Influence of... Love Unlimited
- 1974:	In Heat
- 1977:	He's All I've Got
- 1979:	Love Is Back

### NPO Radio 2 Top 2000
| Nummers met noteringen in de NPO Radio 2 Top 2000 | '99  | '00  | '01  |
| ------------------------------------------------- | ---- | ---- | ---- |
| I'm So Glad That I'm a Woman                      | 1701 | 1776 | 1627 |
| Walkin' in the Rain with the One I Love           | 1826 | -    | -    |

1. ↑  Een '-' betekent dat het nummer niet was genoteerd en een vetgedrukt getal geeft de hoogste notering van een nummer aan.
2. ↑  Deze tabel is bijgewerkt tot en met de laatste editie (2024).